# 岗更诺尔
岗更诺尔是位于中国内蒙古自治区赤峰市克什克腾旗达来诺日苏木西部的一个湖泊。其位置约为东经116°55′,北纬43°17′。湖面海拔1427米，面积约17平方公里，是咸水湖。岗更诺尔来自蒙古语，是美丽的湖的意思。